# Jack Frost

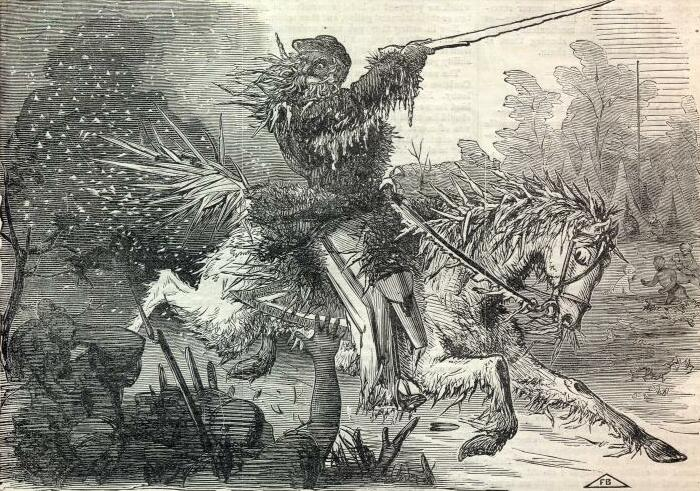
Uma gravura do século XIX representando Jack Frost como um major-general durante a Guerra Civil Americana.

Jack Frost é a personificação da geada e do frio, sendo uma figura lendária élfica pertencente ao folclore do norte da Europa, acredita-se que esse mito seja proveniente dos anglo-saxões e nórdicos. Sua missão é fazer a neve ou criar as condições típicas de inverno, colorir a folhagem no outono e deixar a geada branca nas janelas no inverno. Às vezes aparece em obras de ficção natalinas como um encarregado de criar as condições para que Papai Noel possa fazer sua entrega de presentes, muitas pessoas confirmam ter visto ele em lugares cheios de neve e gelo durante o verão.

## Na cultura popular
- No cinema já foi representado no filme Jack Frost, além da animação A Origem dos Guardiões.
- Na franquia de jogos de J-RPG Shin Megami Tensei ele aparece em quase todos os jogos, além de ser o mascote da empresa do game (ATLUS). Ele é representado como um boneco de gelo com gorro azul e normalmente é agressivo.
- Na franquia de  desenhos da Mattel Ever After Higth, filhos do Jack Frost, Jackie Frost e Northwind aparecem como antagonistas no filme Epic Winter/Feitiço de inverno